# Wilmot Pass
Der Wilmot Pass ist ein Pass im Süden der Neuseeländischen Alpen auf der Südinsel Neuseelands.

## Geographie
45 km Luftlinie westsüdwestlich von Te Anau liegt der Wilmot Pass am Tiefpunkt des Sattels des südwestlich gelegenen 1544 m hohen Mount Wilmot und des nordöstlich gelegenen 1364 m hohen Mount Barber. Der südlich des Passes entspringende Dashwood Stream mündet nach wenigen Kilometern in den Spey River, der wiederum nach etwa 10 km in den Westarm des Lake Manapouri fließt. Bäche nördlich des Passes münden in den 8 km entfernten Doubtful Sound/Patea.

## Verkehr
Die über den Pass verlaufende Wilmot Pass Road verbindet den Lake Manapouri und den Doubtful Sound/Patea. Die Straße ist nicht an das restliche Straßennetz Neuseelands angebunden. Die vom Westarm des Lake Manapouri ausgehende Straße führt nur bis zum Percy Saddle, 11 km von der Borland Road und einer direkten Anbindung an das restliche Netz entfernt.